# ثابت تشامبرنوين
في الرياضيات ، يعتبر ثابت تشامبرنوين C10 عدداً حقيقيًا متسام، بحيث أن تمثيله العشري له خصائص مهمة . تمت تسميته على اسم عالم الاقتصاد والرياضيات تشامبرنوين ، الذي نشره عندما كان طالباً جامعياً في عام 1933.

بالنسبة للأساس 10 ، يُعرف ثابت تشامبرنوين من خلال تمثيلات متسلسلة للأعداد الصحيحة المتتالية:
C10 = 0.12345678910111213141516…  (متسلسلة A033307 في OEIS).
يمكن أيضًا إنشاء ثوابت تشامبرنوين في أسس أخرى غير الأساس 10 ، بنفس الطريقة ، على سبيل المثال :
C2 = 0.11011100101110111… 2
C3 = 0.12101112202122… 3.
يمكن التعبير عن ثوابت تشامبرنوين كمتسلسلة لانهائية :
{\displaystyle C_{m}=\sum _{n=1}^{\infty }{\frac {n}{m^{~\left(\sum \limits _{k=1}^{n}\left\lceil \log _{m}(k+1)\right\rceil \right)}}}}
بحيث {\displaystyle \lceil x\rceil } هي دالة السقف 

تم تقديم تعبير مختلف قليلاً بواسطة إريك دبليو وايسشتاين ( ماثوورلد ):
{\displaystyle C_{m}=\sum _{n=1}^{\infty }{\frac {n}{m^{\left(n+\sum \limits _{k=1}^{n-1}\left\lfloor \log _{m}(k+1)\right\rfloor \right)}}}}
بحيث {\displaystyle \lfloor x\rfloor } هي دالة الأرضية.